# Omar Sívori
Enrique Omar Sívori (San Nicolás de los Arroyos, 2 oktober 1935 –  aldaar, 17 februari 2005) was een Italo-Argentijnse voetballer. Zijn bijnaam was El Cabezón ('Het grote hoofd'). Hij begon zijn spelerscarrière in 1954 bij River Plate. In 1957 maakte hij de overstap naar Italië, waar hij voor respectievelijk Juventus en Napoli uitkwam. Vanaf 1956 kwam Sívori negentien keer uit voor het Argentijns voetbalelftal. Nadat hij in 1957 verhuisde naar Italië, verbood de Argentijnse regering hem nog voor Argentinië te spelen. Daarop speelde hij vanaf 1961 negen interlands voor het Italiaanse elftal, waarin hij acht keer scoorde.
Na zijn spelerscarrière was hij korte tijd trainer van achtereenvolgens Rosario Central, Club Estudiantes de La Plata en het Argentijnse elftal. Nadien stond hij korte tijd aan het hoofd van Racing Club en Toronto Italia. Op 17 februari 2005 overleed hij op 69-jarige leeftijd aan pancreaskanker.
Sívori wordt beschouwd als een van de beste voetballers van zijn generatie. In 1961 won hij de Ballon d'Or als beste Europese voetballer van het jaar. In 2004, een jaar voor zijn dood, werd hij door Pelé opgenomen in de FIFA 100, een lijst met de 125 beste nog levende voetballers ooit. 

## Clubcarrière

### Jeugd
Sívori werd op 2 oktober 1935 geboren in de Argentijnse stad San Nicolás de los Arroyos. Zijn ouders waren allebei van Italiaanse komaf, waardoor Sívori tot de etnische groep van de Italo-Argentijnen behoorde. Al op jonge leeftijd ontwikkelde hij een interesse in het voetbal en als tiener belandde hij bij de jeugdopleiding van de topclub River Plate uit Buenos Aires. 

### River Plate
Op 4 april 1954 mocht de 18-jarige Sívori zijn debuut maken in het eerste elftal van River Plate, in een met 5-2 gewonnen wedstrijd tegen Lanús. Hij mocht invallen voor clublegende Ángel Labruna en scoorde het vijfde doelpunt van zijn ploeg. Met zijn flitsende speelstijl en scorend vermogen groeide hij al snel uit tot een vaste waarde tot een vaste waarde bij River Plate. Zijn zelfverzekerdheid en arrogantie leverden hem dan weer de bijnaam El Cabezón op, ofwel "het grote hoofd". In 1955 mocht Sívori met River Plate de Argentijnse landstitel vieren, nadat aartsrivaal en titelconcurrent Boca Juniors op de voorlaatste speeldag werd verslagen. Het jaar nadien kon de club de titel verlengen door opnieuw op de voorlaatste speeldag te winnen. Rosario Central werd verslagen met 4-0, Sívori maakte het laatste doelpunt van de wedstrijd.

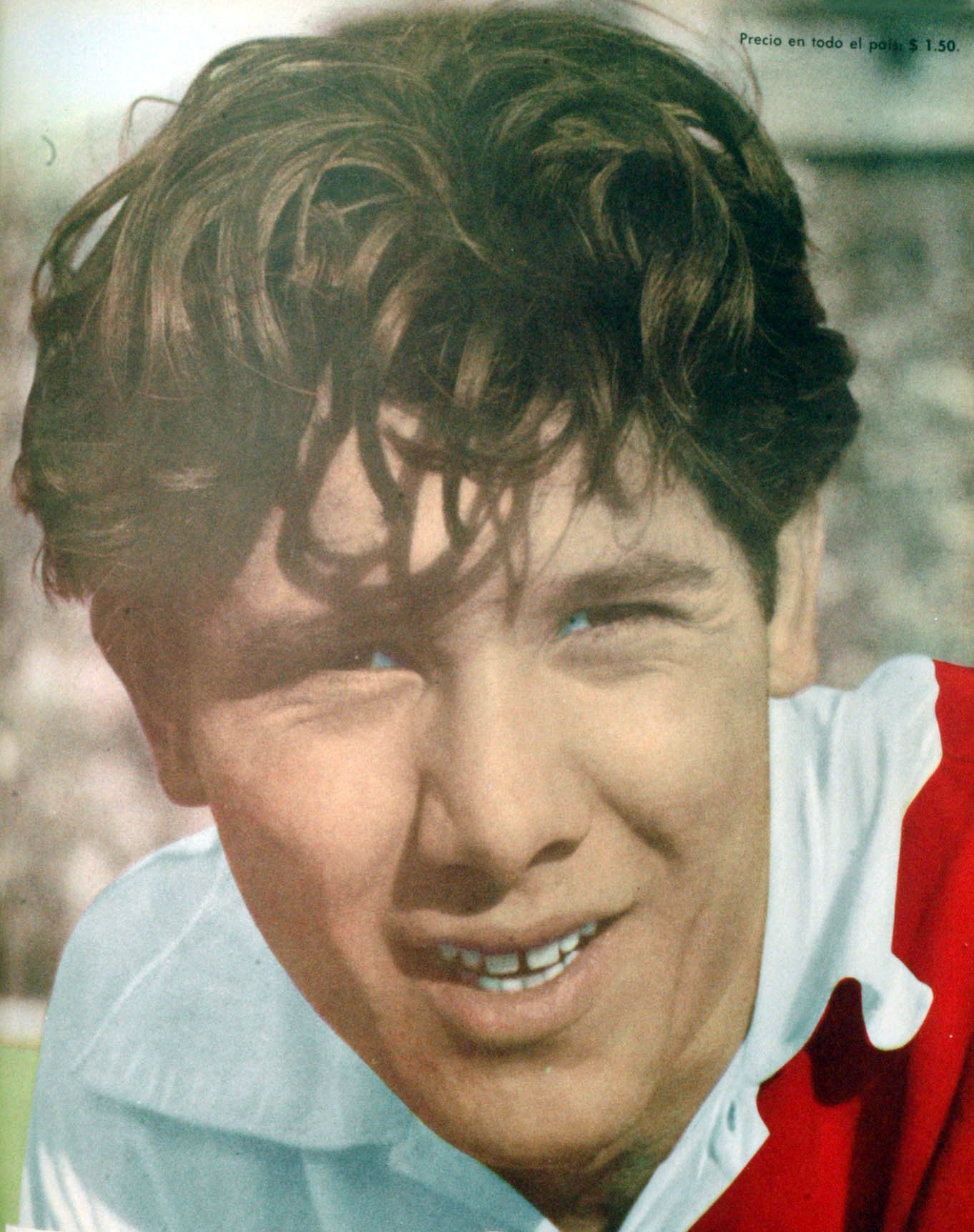
Sívori als speler van River Plate

In 1957 won River Plate een derde opeenvolgende titel. Het aandeel van Sívori daarin was echter zeer beperkt: hij speelde slechts één wedstrijd, een 1-1-gelijkspel tegen Rosario Central. Nadien maakte hij de overstap naar de Italiaanse topclub Juventus.

### Juventus
Met de transfer naar Juventus was een som van 160.000.000 lire gemoeid, omgerekend zo'n 80.000 euro. Het bedrag zou de hoogste transfersom in de voetbalgeschiedenis zijn tot de transfer van Luis Suárez naar Internazionale in 1961. Naast Sívori maakten nog twee andere Argentijnse vedetten de overstap naar Italië: Antonio Angelillo tekende bij Internazionale, Humberto Maschio verkaste naar Bologna. De drie hadden eerder dat jaar furore gemaakt op de Copa América en stonden bekend als "het Trio des Doods".
Bij Juventus vormde Sívori een succesvol aanvalstrio met Giampiero Boniperti en de Welshe John Charles. Hij maakte zijn debuut voor de Bianconeri op 8 september 1957 tegen Hellas Verona en wist meteen te scoren. Hij zou het seizoen afsluiten met 22 goals in 32 wedstrijden. Ook mocht hij in 1958 met Juventus een eerste landstitel in zes jaar vieren.

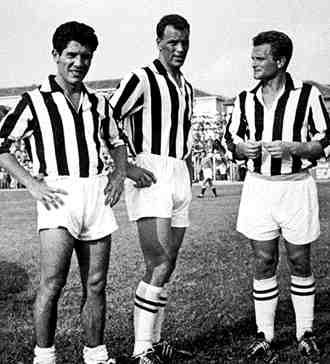
Het succesvolle aanvalstrio Sívori (links), Charles (midden) en Boniperti (rechts)

Ook in de volgende seizoenen leidde Sívori de club naar succes. In het seizoen 1958/59 werd de beker gewonnen, in 1959/60 de dubbel en in 1960/61 opnieuw de landstitel. Bovendien mocht hij zichzelf in het seizoen 1959/60 topschutter van de Serie A noemen met 28 doelpunten. In 1961 werd hij voor zijn prestaties beloond met de titel van Europees voetballer van het jaar. De inmiddels tot Italiaan genaturaliseerde Sívori werd zo de eerste Italiaan die die prijs kon winnen. Ook na het afhaken van Boniperti in 1961 en de transfer van Charles naar Leeds United in 1962 bleef Sívori met zijn doelpunten erg belangrijk voor de club. Op 26 februari 1962 scoorde hij het enige doelpunt van een Europacup I-wedstrijd tegen Real Madrid. Juventus werd zo de eerste Italiaanse ploeg ooit die van Real kon winnen in het Estadio Santiago Bernabéu en smeerde de Madrilenen een eerste thuisnederlaag in een Europese competitie aan. Real had de heenwedstrijd echter met 0-1 gewonnen en mocht na een play-off door naar de halve finale van het toernooi. Dichter dan dat zou Sívori niet meer komen bij een belangrijke continentale prijs, al slaagde hij er in 1963 nog wel in de Alpencup te winnen met Juventus.
Na afloop van het seizoen 1964/65 besloot de 29-jarige Sívori Juventus te verlaten na onenigheid met trainer Heriberto Herrera. Hij kwam in totaal tot 167 goals in 253 wedstrijden. Daarmee is hij op vier spelers na de topschutter aller tijden van de Bianconeri. Ook staat het record van meeste goals in één wedstrijd in de Serie A op zijn naam: in een 9-1-overwinning tegen Internazionale in 1961 trof hij zes keer raak. Wel moet hij dat record delen met Silvio Piola, die in 1933 zes doelpunten maakte in een wedstrijd tegen Fiorentina.

### Napoli
Na zijn vertrek bij Juventus kwam Sívori bij Napoli terecht. Daar kwam hij omwille van blessures minder in actie, waardoor hij zijn fenomenale statistieken van bij Juventus niet kon herhalen. Wel slaagde hij er met Napoli in opnieuw de Alpencup te winnen in 1966. In het seizoen 1967/68 behaalde Napoli de tweede plaats in de competitie, de hoogste eindklassering in de clubgeschiedenis. Dat was echter vooral de verdienste van jongere nieuwkomers zoals Dino Zoff en Luigi Pogliana: met twee doelpunten in zeven competitiewedstrijden was Sívori's aandeel in die prestatie eerder beperkt.
Op 1 december 1968 speelde Sívori zijn laatste wedstrijd voor Napoli, uitgerekend tegen Juventus. Terwijl de Napolitanen op een 2-1-zege afstevenden, werd Sívori van het veld gestuurd omdat hij Erminio Favalli geschopt had. In een geïmproviseerde persconferentie achteraf stak hij een tirade af tegen zijn ex-club. Het voorval leverde hem een schorsing van zes wedstrijden op. Hij besloot die niet volledig uit te zitten: mede door toedoen van aanhoudend blessureleed besloot hij op 33-jarige leeftijd te stoppen met voetballen, waarna hij terugkeerde naar Argentinië.

## Interlandcarrière

### Argentinië
In 1956 mocht de toen 20-jarige Sívori met het Argentijnse nationale elftal onder leiding van Guillermo Stábile mee naar het Zuid-Amerikaans kampioenschap. In de eerste wedstrijd tegen Peru stond hij de volledige wedstrijd op het veld en opende hij kort voor de rust ook de score. De wedstrijd werd met 2-1 gewonnen. Ook in de tweede wedstrijd tegen Chili mocht hij meedoen, maar scoren lukte niet. Ook in de twee laatste wedstrijden, tegen respectievelijk Brazilië en Uruguay, mocht hij meespelen. Hij kon echter niet verhinderen dat telkens met 1-0 werd verloren, waardoor de Argentijnen genoegen moesten nemen met een derde plaats.
Een maand na het Zuid-Amerikaans kampioenschap mocht Sívori meedoen aan het Pan-Amerikaans kampioenschap. Daar wist hij een hattrick te maken in een met 4-3 gewonnen wedstrijd tegen Costa Rica. Ook tegen Chili kon hij scoren. In de laatste wedstrijd moest Argentinië winnen van Brazilië om nog kans te maken op de eindoverwinning. Ondanks een doelpunt van Sívori eindigde de wedstrijd in een 2-2-gelijkspel, waardoor Argentinië tweede werd. Met 5 doelpunten was Sívori topschutter van het toernooi.

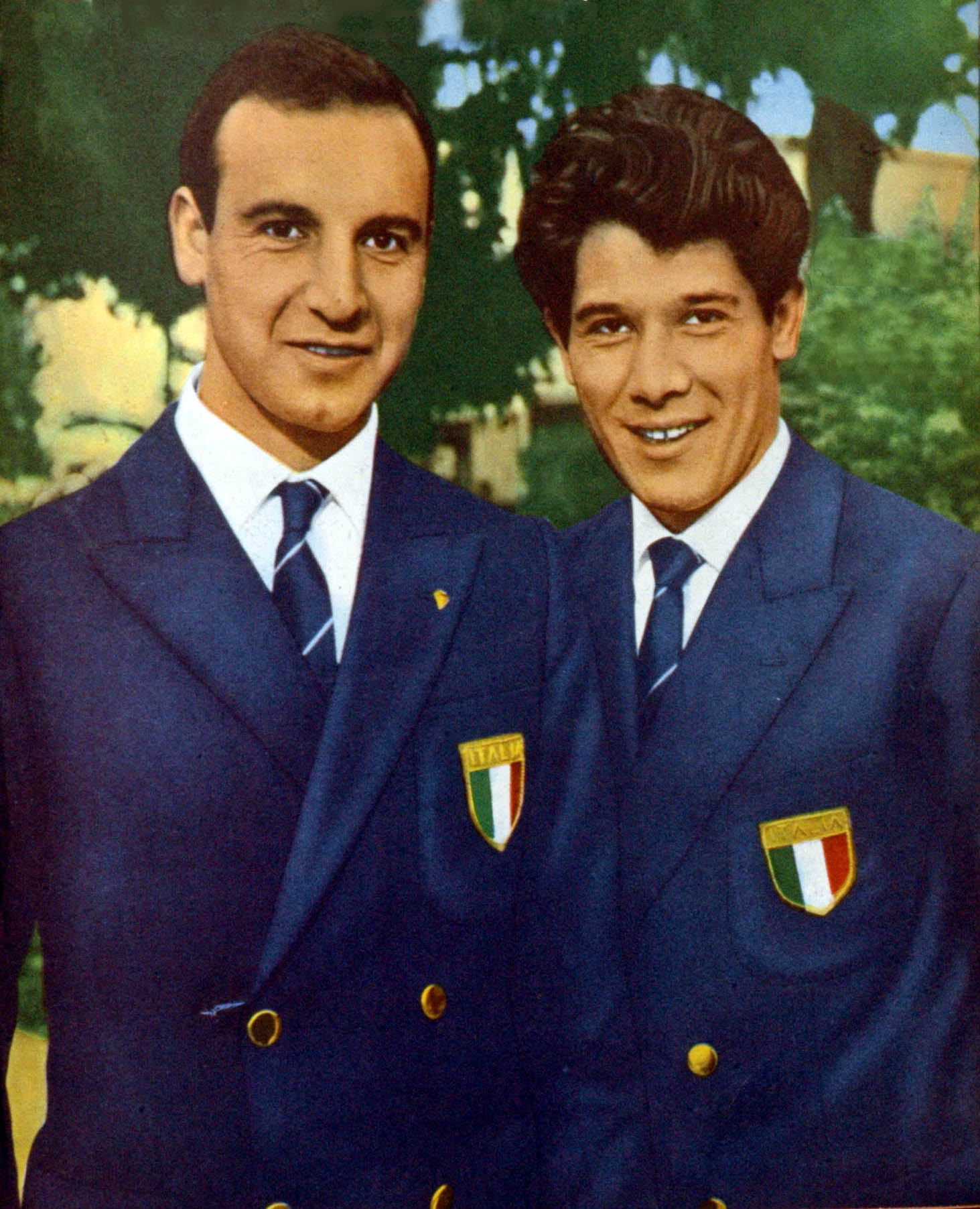
Maschio (links) en Sívori (rechts), herenigd in Italië

In 1957 kende Sívori zijn grootste triomf met het Argentijnse elftal op het Zuid-Amerikaans kampioenschap. Hij vormde een befaamd aanvalstrio met Antonio Angelillo en Humberto Maschio. Samen stonden ze bekend als "het Trio des Doods". Ook kregen ze de bijnaam Carasucias, ofwel "engelen met vuile gezichten", een verwijzing naar de gelijknamige film uit 1938. Dankzij hun vele doelpunten won Argentinië achtereenvolgens van Colombia (8-2), Ecuador (3-0), Uruguay (4-0), Chili (6-2) en Brazilië (3-0). Enkel in de slotwedstrijd werd ondanks een doelpunt van Sívori verloren van Peru, maar Argentinië was al kampioen met 10 punten en een doelsaldo van +19. Sívori was goed voor 3 goals, Angelillo en Maschio kwamen tot respectievelijk 8 en 9 doelpunten. In totaal speelde Sívori 19 wedstrijden uit voor het Argentijns elftal, waarin hij 9 keer tot scoren kwam.

### Italië
Na Sívori's transfer naar het Italiaanse Juventus verbood de Argentijnse regering hem nog uit te komen voor Argentinië. Net zoals spitsbroeders Angelillo en Maschio nam hij de Italiaanse nationaliteit aan, waarna ze samen uitkwamen voor het Italiaans elftal. Sívori maakte zijn debuut op 25 april 1961 in een oefeninterland tegen Noord-Ierland. Hij speelde de volledige wedstrijd en scoorde het winnende doelpunt. Op 15 juni 1961 speelde hij mee in een oefeninterland tegen Argentinië. De Argentijnen, die verder moesten zonder hun steraanvallers, werden weggespeeld door de Italianen. Het werd 4-1 na onder meer 2 doelpunten van Sívori.
Op 4 november 1961 maakte Sívori 4 doelpunten in een 6-0-overwinning tegen Israël. Dankzij de overwinning was Italië geplaatst voor het WK in 1962. Op het WK zelf speelde hij tegen West-Duitsland (0-0) en Zwitserland (3-0 winst). Tijdens de wedstrijd tegen gastland Chili (2-0 verlies), die omwille van de grimmige sfeer en de vele overtredingen bekend zou staan als de Slag om Santiago, bleef hij negentig minuten lang op de bank. Mogelijk zou Sívori daar zelf om gevraagd hebben uit angst voor vijandigheden. Door de nederlaag tegen Chili was Italië uitgeschakeld. Na het WK zou Sívori niet meer in actie komen voor het Italiaans elftal, waarvoor hij tot 8 doelpunten in 9 wedstrijden kwam.

## Trainerscarrière
Na zijn afscheid als speler in 1968 keerde Sívori terug naar Argentinië, waar hij trainer werd. Op 30 november 1969 werd hij voorgesteld als coach van Rosario Central. Met die club haalde hij de achtste plaats in groep A van de competitie, met slechts één punt meer dan het voor degradatie in aanmerking komende Banfield. Aan het einde van het seizoen stapte hij op. In 1972 was hij korte tijd coach van Club Estudiantes de La Plata. Nadien werd hij benoemd tot bondscoach van het Argentijns elftal. Tijdens de kwalificatiecampagne voor het WK van 1974 trof Argentinië onder andere Bolivia, waar de Argentijnen in 1969 nog van verloren door hoogteziekte en er zo niet in slaagden zich te plaatsen voor het WK van 1970. Sívori wilde niet het risico lopen op dezelfde manier kwalificatie voor het WK mis te lopen en liet een team van reservespelers een maand lang wennen aan de hoogte. Met succes: Argentinië won twee keer van Bolivia en plaatste zich voor de eindronde van het WK. Na het veiligstellen van de kwalificatie werd Sívori ontslagen.
In 1979 was Sívori voor een seizoen trainer van Racing Club, waarmee hij vierde werd in groep A van de Argentijnse competitie. In 1983 stond hij een seizoen aan het hoofd van de Canadese ploeg Toronto Italia. Onder zijn hoede behaalde de ploeg de tweede plaats in de National Soccer League.
Op 17 februari 2005 overleed Sívori in zijn geboortestad San Nicolás de los Arroyos op 69-jarige leeftijd aan pancreaskanker.

## Speelstijl
Sívori staat gekend als een snelle en getalenteerde aanvaller die met grote vaardigheid voorbij verdedigers kon dribbelen. Hij genoot er vooral van de bal door de benen van de tegenstander te dribbelen. Daarnaast beschikte hij over een enorm scorend vermogen. Zo deelt hij het record van meeste doelpunten in een Serie A-wedstrijd (6) en is hij op vier spelers na de topschutter aller tijden van Juventus.
Ondanks zijn eerder kleine en tengere gestalte had Sívori een vurig karakter. Hij kon erg agressief zijn en werd in zijn tijd bij Juventus liefst tien keer van het veld gestuurd met een rode kaart. Daarnaast stelde hij zich vaak arrogant en provocatief op, wat hem reeds bij River Plate de bijnaam El Cabezón opleverde, ofwel "het grote hoofd". Dat gedrag ging vaak gepaard met het doelbewust vernederen van tegenstanders. In een wedstrijd met Juventus tegen Padova, waarin Juventus ruim voor stond, mocht Sívori een strafschop nemen. Hij fluisterde de doelman van Padova in waar hij de bal zou trappen, zogezegd om hem wat respect van de supporters te gunnen. Toen de doelman dook zoals aangegeven, zag hij hoe Sívori de bal rustig in de andere hoek plaatste.

## Erelijst
River Plate
- Primera División: 1955, 1956

 Juventus
- Serie A: 1957/58, 1959/60, 1960/61
- Coppa Italia: 1958/59, 1959/60
- Alpencup: 1963

 Napoli
- Alpencup: 1966

 Argentinië
- Zuid-Amerikaans kampioenschap: 1957

Individueel
- Topschutter Pan-Amerikaans kampioenschap: 1956
- Speler van het toernooi Zuid-Amerikaans kampioenschap: 1957
- Topschutter Serie A: 1959/60
- Europees voetballer van het jaar: 1961
- FIFA 100: 2004